# روبين برودي
روبين برودي (بالإنجليزية: Robyn Brody)‏ هي قاضية أمريكية، ولدت في 13 فبراير 1970 في واين في الولايات المتحدة.